# Systematiskt översiktsarbete
Ett systematiskt översiktsarbete, en systematisk översikt eller systematisk litteraturöversikt är inom vetenskap, framför allt inom medicin, en litteraturstudie fokuserad på en forskningsfråga som försöker identifiera, värdera, välja ut och sammanställa allt högkvalitativt forskningsbevis som är relevant för frågan.

## Allmänt
Till skillnad från översiktsartikeln finns här ett större krav att de inkluderade studierna avser en specifikt formulerad forskningsfråga, och har identifierats, valts ut och bedömts kritiskt med systematiska och tydligt beskrivna metoder. Statistiska metoder (metaanalys) används ibland för att analysera och sammanfatta resultaten av de inkluderade studierna.

## Exempel på branscher och utförare
Cochrane är en internationell organisation som skapar systematiska översikter och som är ledande i att utveckla de metoder som används när dessa skapas. Organisationen riktar sig till alla som är intresserade av information med hög kvalitet för att ta beslut om hälsa och sjukdom. 
Cochrane har också en stor samling systematiska översikter i Cochrane Library som innehåller både vetenskapliga och populärvetenskapliga sammanfattningar av olika behandlingar och sjukdomstillstånd - som är öppna för alla att läsa. 
Epistemonikos har en stor databas som sammanställer flera systematiska översikter inom samma område och behandling.
Systematiska översikter av högkvalitativa randomiserade kliniska prövningar, samt av andra typer av studier, är en grundläggande del av systematiskt vetenskapligt utvärderingsarbete (health technology assessment, HTA) och evidensbaserad medicin. I Sverige har bland annat Statens beredning för medicinsk och social utvärdering (SBU) i uppdrag att sammanställa forskning som visar det bästa tillgängliga vetenskapliga underlaget – evidens, för olika frågeställningar. Ibland kan grå litteratur vara relevant att ta hänsyn till, bland annat för att motverka publiceringsbias.
Även inom programvaruutveckling har evidensbaserad forskning blivit ett vanligt inslag. Systematiskt översiktsarbete används inom området för att aggregera empiriska resultat, i likhet med hur det används i medicinsk forskning. Barbara Kitchenham har utvecklat riktlinjer för hur metodiken ska tillämpas inom programvaruutveckling.
Durach et al. har utvecklat riktlinjer för företagsforskning, där de har byggt på metodiska steg från andra discipliner. Resultatet är ett standardförfarande för att genomföra systematiska översiktsarbeten.